# Filoféi de Pskov

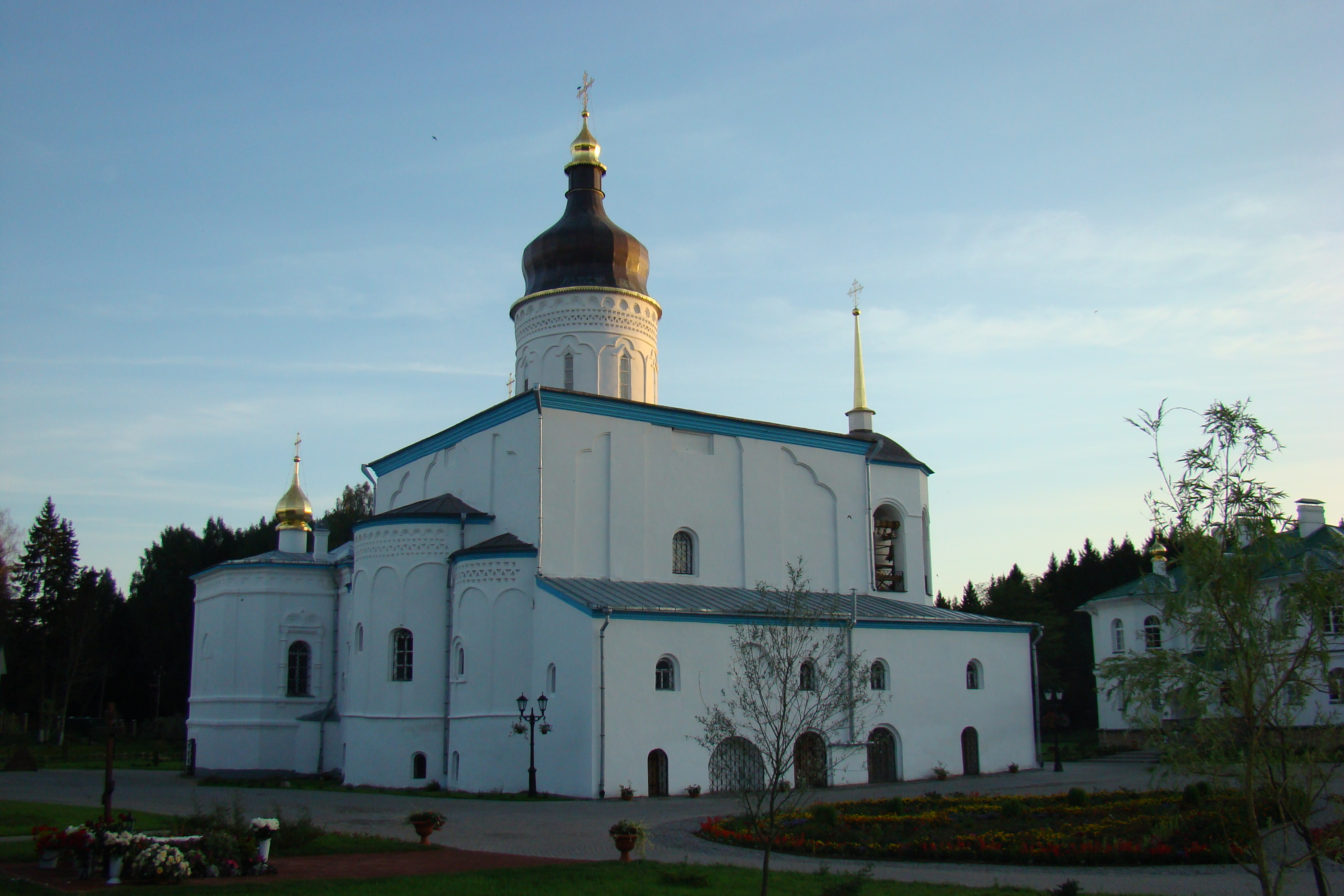
Monasterio Yelizárov en la óblast de Pskov.

Philotheus, Filoféi, Filón Theus e incluso Teófilo de Pskov (en ruso: Филофей, 1465 - 1542) fue un hegúmeno del Monasterio Yelizárov (Yelizarov Convent) en Pskov.
Es autor de varias cartas a Basilio III y a Iván IV de Rusia, y se le supone la paternidad de La leyenda de la capucha blanca, (en ruso: Легенда о белом клобуке, Leguenda o bélom klobuké) hacia 1510. Trata de los peligros sufridos por una reliquia de gran significación en su viaje desde Roma a Constantinopla y, finalmente, hasta Moscú, ya que muchos rusos de su tiempo creían en la preeminencia de la iglesia cristiana ahora radicada en Moscú.
También realizó la profecía de la Tercera Roma, según la cual, Moscú sería la sucesora del legado del Imperio romano (Primera Roma), como en su día lo fue Constantinopla (Segunda Roma).
- Datos: Q1917813